# Wu-Liu-Schule
Die Wu-Liu-Schule (chinesisch 伍柳派, Pinyin Wu-Liu pai, englisch Wu-Liu school) ist eine daoistische Schule. Sie war eine der einflussreichsten Schulen der Inneren Alchemie (Neidan), die gegen Ende der Ming- und Anfang der Qing-Dynastie gegründet wurde und aus der Drachentor-Schule (Longmen) des Quanzhen-Daoismus hervorgegangen ist. Sie ist nach ihren Gründern Wu Shouyang (伍守陽 / 伍守阳; alias Chongkongzi 沖空子; 1563–1644) und Liu Huayang (劉華陽 / 柳华阳; fl. 1736) benannt, die beide aus Yuzhang 豫章 (dem heutigen Nanchang 南昌) stammen. 
Von Wu Shouyang stammen die Schriften Tianxian zhengli 天仙正理 und Xianfo hezong 仙佛合宗, von Liu Huayang die Schriften Jinxian zhenglun 金仙正论 und Huiming jing 慧命经. Sie wurden später zusammen unter dem Titel Wu-Liu xianzong 伍柳仙宗 gedruckt.